# Ідея Банк (Україна)
Ідея Банк — український банк з головним офісом у Львові. Один з перших комерційних банків України, заснований у 1989 році як «Прикарпатлісбанк». Пізніше неодноразово змінював назву: у 1995 на «Прикарпаття», у 2007 на «Плюс Банк», з 2011 року має назву «Ідея Банк».
Станом на 1 січня 2018 року активи Ідея банку складали 4,3 млрд грн, за ними він посідав № 31 серед 82 банків України. Мережа обслуговування банку включає 82 відділення у всіх регіонах. Банкомати входять в об'єднану мережу АТМоСфера з близько 1000 одиниць. Банком емітовано близько 166 тис. платіжних карток.
Чистий прибуток банку 2017 року склав 148,5 млн грн, що є в 2,7 рази більше за прибуток 2016 року (53,3 млн грн). З 2007 року банк входив до польської фінансової групи Getin Holding.
Група також включає однойменні банки в Польщі, Румунії та Білорусі. В жовтні 2019 року материнська компанія оголосила про намір продати банк. 21 грудня 2019 року стало відомо про продаж банку компанії «Dragon Capital», але, незважаючи на отриманий дозвіл від АМКУ, продаж банку не відбувся.

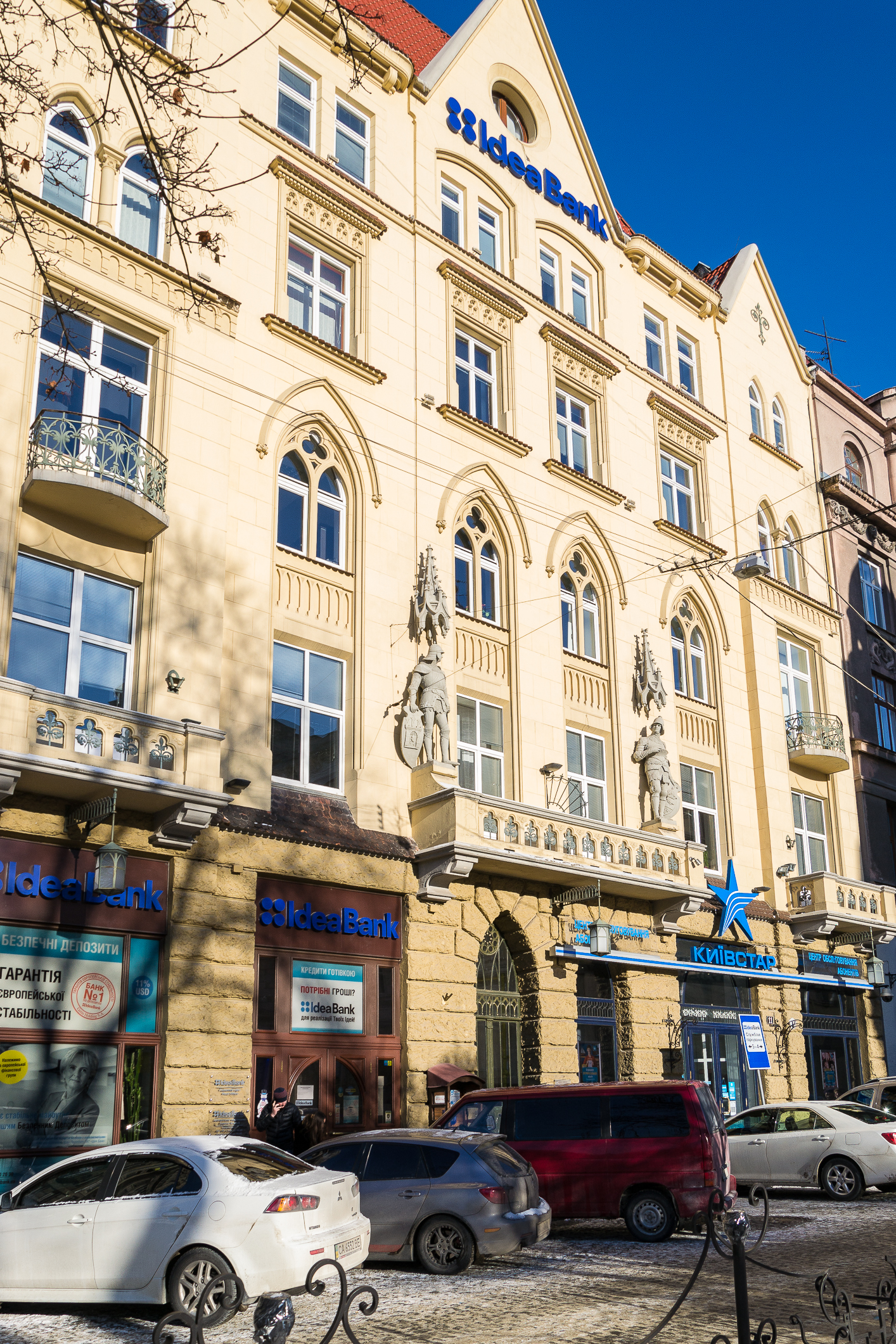
Будинок на Валовій 11 у Львові, Головний офіс Ідея-банку

## Історія
1989 р. — в Державному банку колишнього СРСР зареєстровано Комерційний банк розвитку лісової та деревообробної промисловості Прикарпаття «Прикарпатлісбанк», який і став базою теперішньої фінансово-кредитної установи — ПАТ «Ідея Банк».
1995 р. — на Загальних зборах акціонерів прийнято рішення про реорганізацію Комерційного банку «Прикарпатлісбанк» у ВАТ "Акціонерний комерційний банк «Прикарпаття».
2007 р. — прихід у банк інвестора — польської фінансової групи Getin Holding S.A., яка в результаті угоди стала власником 93 % акцій ВАТ «АКБ Прикарпаття».
2007 р. — протоколом Загальних зборів акціонерів затверджено нове найменування Банку — ВАТ «Плюс Банк».
2009 р. — Відкрите акціонерне товариство «Плюс Банк» перейменовано на Публічне акціонерне товариство «Плюс Банк».
2010 р. — Рейтингове агентство «Кредит-Рейтинг» оголосило про підтвердження довгострокового кредитного рейтингу uaBBB (прогноз — стабільний) Публічному акціонерному товариству «Плюс Банк» (м. Івано-Франківськ).
2011 р. — ПАТ «Плюс Банк» відзначив 22-річний ювілей. Він є ровесником сучасної банківської системи України, яка виникла при формуванні в країні ринкових відносин.
2011 р. — ПАТ «Плюс Банк» перейменовано на Публічне акціонерне товариство «Ідея Банк».
2019 р. — оголошено про продаж банку інвестиційній компанії «Dragon Capital», проте згодом стало відомо про відмову покупця.
23 квітня 2025 року Польський Getin Holding SA з третьої спроби продав 100 % акцій банку кіпрській компанії Alkemi Limited, що належить власнику групи ТАС українському олігарху Сергію Тігіпку.

## Акціонери
До 2025 року основним акціонером банку був Getin Holding S.A. (Польща), що інвестує в фінансовий сектор. До Getin Holding S.A. входять: Idea Bank, Idea Leasing, Idea Expert, Tax Care, M.W. Trade. Getin Holding S.A. діє також на ринках за межами Польщі. В Східній Європі — це Idea Bank (Україна), Idea Bank (Білорусь), Idea Bank (Румунія) та Carcade (Росія). Getin Holding S.A. належить до однієї з найбільших груп, що котуються на Фондовій Біржі цінних паперів у Варшаві (підтвердженням цього є місце групи в першій двадцятці компаній).

## Рейтинги та нагороди
- "Перший Національний Конкурс «Банк року-2009» за версією журналу «Банкіръ» — диплом у номінації «Найкращий банк — партнер страхової компанії».
- "Перший Всеукраїнський Конкурс «Пані Банкір-2009» за версією журналу «Банкіръ» — дипломом нагороджена член Спостережної Ради «Ідея Банк» Агнєшка Шиманюк.
- "Конкурс «Банк року-2010» за версією журналу «Банкіръ» — приз у номінації «Найкращий банк з надання послуг населенню».
- "Конкурс «Банк якому довіряють за 2010 р.» за версією журналу «Банкіръ» — диплом.

## Співпраця з пунктами прийому візових анкет до Польщі
В кінці 2014 року пункти прийому візових анкет до Польщі почали вимагати сплату сервісного збору за подачу документів на отримання візи виключно у будь-якому відділенні Ідея банку або Кредобанку.